# Ichalkaranji
Ichalkaranji è una città dell'India di 257 572 abitanti, situata nel distretto di Kolhapur, nello stato federato del Maharashtra. In base al numero di abitanti la città rientra nella classe I (da 100 000 persone in su).

## Geografia fisica
La città è situata a 16° 41' 60 N e 74° 28' 0 E e ha un'altitudine di 538 m s.l.m..

## Società

### Evoluzione demografica
Al censimento del 2001 la popolazione di Ichalkaranji assommava a 257 572 persone, delle quali 135 988 maschi e 121 584 femmine. I bambini di età inferiore o uguale ai sei anni assommavano a 32 246, dei quali 17 305 maschi e 14 941 femmine. Infine, coloro che erano in grado di saper almeno leggere e scrivere erano 189 078, dei quali 108 607 maschi e 80 471 femmine.